# Kadzidla
Kadzidla, kadzidłowiec (Boswellia Roxb. ex Colebr.) – rodzaj drzew z rodziny osoczynowatych (Burseraceae). Obejmuje 20 gatunków występujących w środkowej Afryce, na Madagaskarze, Półwyspie Arabskim i w Indiach. Gumożywica pozyskiwana z niektórych gatunków, zwłaszcza z kadzidla Cartera, po zestaleniu daje olibanum stosowane jako kadzidło.

## Systematyka
Pozycja systematyczna
Rodzaj z rodziny osoczynowatych (Burseraceae).
Wykaz gatunków
- Boswellia ameero Balf.f.
- Boswellia bullata Thulin
- Boswellia dalzielii Hutch.
- Boswellia dioscoridis Thulin
- Boswellia elongata Balf.f.
- Boswellia frereana Birdw.
- Boswellia globosa Thulin
- Boswellia microphylla Chiov.
- Boswellia nana Hepper
- Boswellia neglecta S.Moore
- Boswellia occulta Thulin, DeCarlo & S.P.Johnson
- Boswellia ogadensis Vollesen
- Boswellia ovalifoliolata N.P.Balakr. & A.N.Henry
- Boswellia papyrifera (Caill. ex Delile) Hochst.
- Boswellia pirottae Chiov.
- Boswellia popoviana Hepper
- Boswellia rivae Engl.
- Boswellia sacra Flück. – kadzidla Cartera
- Boswellia serrata Roxb. (kadzidłowiec indyjski[6])
- Boswellia socotrana Balf.f.